# Рудь, Герасим Яковлевич
Гера́сим Я́ковлевич Рудь (рум. Gherasim Rudi; 19 февраля (4 марта) 1907, с. Сарацея, Балтского уезда Подольской губернии — 26 июня 1982, Кишинёв) — партийный и государственный деятель Молдавской Автономной Советской Социалистической Республики и Молдавской ССР. Педагог, профессор (1966), кандидат сельскохозяйственных наук (1937), ректор. Член-корреспондент Академии наук Молдавской ССР (1970). Заслуженный деятель науки Молдавской ССР (1974).

## Биография
Родился в крестьянской семье. С 1920 работал в колхозе. В 1924—1928 гг. обучался в Рыбницком сельскохозяйственном техникуме. В 1928 поступил в Одесский сельскохозяйственный институт, позже перевёлся на учебу в Московскую сельскохозяйственную академию имени К. А. Тимирязева, после окончания которой в 1931 году, до 1933 1931 — работал аспирантом Мичуринского садово-огородного института.
В 1933—1937 — на преподавательской работе, доцент, заведующий кафедрой Молдавской высшей коммунистической сельскохозяйственной школы. С 1937 руководил этой сельскохозяйственной школой.
Член ВКП(б) с 1939 года. В том же году назначен заместителем председателя СНК Молдавской АССР.
С августа 1940 по 1944 год — первый заместитель председателя СНК — Совета народных комиссаров Молдавской ССР.
Участник Великой Отечественной войны. С сентября 1943 по 1944 — комиссар 1-го Молдавского партизанского соединения, созданного в июне 1943 в Полесской области.
После освобождения Молдавии от оккупантов, в 1944 — вновь на посту заместителя председателя СНК — Совета народных комиссаров Молдавской ССР (до 18 июля 1946).
Одновременно с 12 июня 1944 до 19 июля 1946 — народный комиссар — министр иностранных дел Молдавской ССР.
С 5 января 1946 по 4 апреля 1946 — Председатель Совета народных комиссаров Молдавской ССР. С 18 июля 1946 до 23 января 1958 — председатель Совета Министров Молдавской ССР. На этом посту подписывал списки семей из Молдавской ССР подлежащих отправке в ГУЛАГ летом 1949 года 
С февраля 1941 по февраль 1958 входил в состав ЦК КП(б) Молдавии. С июля 1946 по 14 апреля 1949 — член Бюро ЦК ВКП(б) по Молдавии. С октября 1952 по февраль 1956 — член Центральной Ревизионной Комиссии КПСС. С конца января 1960 по июнь 1982 — член ЦК КП Молдавской ССР
С 25 февраля 1956 по 17 октября 1961 был кандидатом в члены ЦК КПСС.
В январе 1958, когда Первый секретарь ЦК КПСС Н. С. Хрущёв начал чистку государственного и партийного аппарата от сталинских кадров, Г. Рудь был снят с поста. После ухода с поста председателя Совета Министров Молдавской ССР с 1958 по апрель 1962 года руководил Молдавским научно-исследовательским институтом пищевой промышленности.
С апрель 1962 года до смерти 26 июня 1982 работал ректором Кишинёвского сельскохозяйственного института имени М. В. Фрунзе.
Автор ряда научных трудов и патентов в области сельского хозяйства (плодоводства).
Избирался депутатом Совета Национальностей Верховного Совета СССР 1, 2, 3 и 4 созывов от Молдавской ССР.

## Награды
- Орден Ленина (трижды)
- Орден Октябрьской Революции
- Орден Трудового Красного Знамени
- Орден Богдана Хмельницкого I-й степени
- Орден Дружбы народов
- Орден Красной Звезды[4]